# Pustka (dopływ Przegini)
Pustka lub Potok – potok, lewy dopływ potoku Tarnawka w województwie małopolskim w powiecie bocheńskim. Wypływa na wysokości 417 m w porośniętych lasem wzniesieniach na terenie wsi Stare Rybie. Spływa w kierunku północnym, przepływa pod drogą Tarnawa – Stare Rybie i na wysokości 254 uchodzi do Przegini.
Potok Pustka ma 5 lewych dopływów i dwa prawe. Jego zlewnia znajduje się w obrębie wsi Tarnawa (powiat bocheński) i Rybie Stare (powiat limanowski). Pod względem geograficznym jest to obszar Pogórza Wiśnickiego.